# Calicnemia imitans
Calicnemia imitans е вид водно конче от семейство Platycnemididae. Видът не е застрашен от изчезване.

## Разпространение
Разпространен е във Виетнам, Индия (Манипур, Мегхалая и Мизорам), Лаос, Мианмар и Тайланд.